# Ataenius basiceps
Ataenius basiceps är en skalbaggsart som beskrevs av Lea 1923. Ataenius basiceps ingår i släktet Ataenius och familjen Aphodiidae. Inga underarter finns listade.